# Pierre-Simon de Laplace
Pierre-Simon, Marchiz de Laplace (n. 23 martie 1749, Beaumont-en-Auge, Basse-Normandie, Franța – d. 5 martie 1827, Paris, Restaurația franceză) a fost un matematician, astronom și fizician francez, celebru prin ipoteza sa cosmogonică Kant-Laplace, conform căreia Sistemul Solar s-a născut dintr-o nebuloasă în mișcare. A formulat ecuația Laplace și a pus la punct transformata Laplace, care apare în multe ramuri ale fizicii matematice, un domeniu în al cărui dezvoltare a jucat un rol esențial. Operatorul Laplace, utilizat pe scară largă în ecuațiile cu derivate parțiale, este, de asemenea, numit după el.
Este cunoscut ca unul dintre cei mai mari oameni de știință din toate timpurile, denumit uneori „Newton al Franței”.
A fost conte al Primului Imperiu Francez (din 1806) și marchiz din 1817, după restaurația Bourbonilor.

## Biografie
Pierre-Simon Laplace s-a născut la Beaumont-en-Auge (Normandia), pe 23 martie 1749. Era fiul unui mic fermier, Pierre Laplace, mama sa numindu-se Marie-Anne Sochon. Pierre Laplace se ocupa, de asemenea, cu comercializarea cidrului și ajunsese „sindic” al orășelului Beaumont-en-Auge.
După ce a urmat cursurile primare ale școlii din localitatea sa natală, Pierre-Simon Laplace a fost trimis să-și continue studiile la o mănăstire benedictină, tatăl său intenționând să-l facă să intre în clerul catolic. În acest scop, la vârsta de șaisprezece ani, a fost trimis la Universitatea din Caen, pentru a studia teologia.
După ce a absolvit cursurile Universității din Caen, Laplace a avut șansa să îl cunoască personal pe D'Alembert, care l-a încurajat să persevereze în studierea matematicilor și i-a dat o scrisoare de recomandare, grație căreia a obținut un post de profesor de matematică la Școala Militară din Paris (înființată în 1750 de către regele Ludovic al XV-lea), post care îi permitea să-și continue studiile personale în timpul liber.
Încrezător în capacitățile sale, Laplace se dedică cercetării și timp de șaptesprezece ani, între 1771 și 1787, realizează cea mai mare parte din contribuțiile sale în astronomie. Publică, de asemenea, numeroase articole și memorii științifice referitoare la calculul integral, ecuații diferențiale și ecuații cu derivate parțiale.
Printre alții, Laplace l-a impresionat foarte mult pe Marchizul de Condorcet. După ce acesta a devenit secretarul permanent al Academiei Franceze de Științe, Laplace a fost ales membru asociat al acestei academii, la vârsta de 24 de ani (31 martie 1773). În 1785 a devenit membru titular al Academiei Franceze de Științe, la catedra de mecanică.
Laplace s-a căsătorit cu Marie-Charlotte de Courty de Romanges; cuplul a avut doi copii: o fată, Sophie, și un băiat, Charles-Émile (născut în 1789).
Multe documente originale legate de viața lui Laplace s-au pierdut, astfel încât golurile biografice au fost uneori completate de mituri. Unele documente au ars în incendiul care a cuprins castelul unuia dintre urmașii săi, iar altele au căzut pradă flăcărilor în timpul bombardării orașului Caen de către Aliați în timpul celui de-al Doilea Război Mondial.
Spre deosebire de prietenul său Antoine Lavoisier, Laplace nu a avut de suferit din cauza Revoluției franceze. În timpul acesteia, el a contribuit la introducerea sistemului metric și la organizarea prestigioaselor instituții de învățământ „École polytechnique” și „École normale supérieure”.
În 1795 a fost ales ca membru al nou-creatului Institut Francez (l'Institut de France), la catedra de matematică, institut al cărui președinte devine în 1812. În 1816 Laplace a fost ales membru titular al Academiei Franceze. În 1821, odată cu fondarea „Societății Geografice” (Société de Géographie), devine și primul președinte al acesteia. Laplace a fost, de asemenea, membru al principalelor academii științifice din Europa acelor timpuri.
În 1806, Napoleon l-a investit cu titlul de conte al Primului Imperiu Francez. După restaurația Bourbonilor a devenit marchiz (din 1817).
Pierre-Simon Laplace a murit pe 5 martie 1827, în locuința sa de la Arcueil, din apropierea Parisului, cu doar câteva zile înainte de a împlini vârsta de 78 de ani.

## Contribuții în matematică
Printre contribuțiile aduse de Laplace la dezvoltarea matematicilor pure și aplicate se pot enumera:
- Teoria generală a determinanților (simultan cu Alexandre-Théophile Vandermonde, 1772);[24]
- Demonstrația teoremei care afirmă că orice ecuație algebrică de grad par are cel puțin un factor pătratic real;[24]
- Soluția ecuației cu derivate parțiale liniare de gradul doi;[24]
- A fost primul matematician care a luat în considerare problemele dificile implicate în ecuațiile cu diferențe finite mixte; a demonstrat că soluția unei ecuații în diferențe finite de gradul I sau de gradul II poate fi obținută sub forma unei fracții continue;[24].

De numele lui Laplace este strâns legată noțiunea de operator Laplace, sau laplacian. Acesta este un operator diferențial de ordinul al doilea, eliptic, în spațiul euclidian n-dimensional, definit ca divergența gradientului. Are numeroase aplicații, de exemplu în fizică, unde este utilizat la modelarea propagării undelor și propagării căldurii, stând la baza ecuației Helmholtz. Este esențial în electrostatică și în mecanica fluidelor, prin prezența sa în ecuația Laplace și în ecuația Poisson. În matematică, funcțiile al căror laplacian este nul se numesc funcții armonice.
Dacă f este o funcție cu valori reale derivabilă de două ori, atunci laplacianul lui f este suma tuturor derivatelor parțiale nemixte de ordinul doi în coordonate carteziene {\displaystyle x_{i}}:
{\displaystyle \Delta f=\sum _{i=1}^{n}{\frac {\partial ^{2}f}{\partial x_{i}^{2}}}}
O altă contribuție însemnată a lui Laplace, în analiza funcțională, este transformata Laplace. Aceasta, {\displaystyle \scriptstyle {\mathcal {L}}\left\{f(t)\right\}}, este un operator liniar asupra unei funcții f(t), numită funcție original, de argument real t (t ≥ 0). Acest operator transformă originalul într-o altă funcție F(s) de argument complex s, numită funcție imagine. Transformata Laplace are o proprietate extrem de utilă, și anume aceea că multe relații și operații ce se efectuează în mod curent asupra originalului f(t) corespund unor relații și operații mai simplu de efectuat asupra imaginii F(s). Transformata Laplace are numeroase aplicații importante în matematică, fizică, optică, inginerie electrică, automatică, prelucrarea semnalelor și teoria probabilităților. În matematică, este folosită la rezolvarea ecuațiilor diferențiale și integrale. În fizică, este folosită la analiza sistemelor liniare invariante în timp, cum ar fi circuitele electrice, oscilatorii armonici, dispozitive optice și sistemele mecanice.
Transformata Laplace a unei funcții f(t), definită pentru toate numerele reale t ≥ 0, este o funcție F(s), definită prin expresia:
{\displaystyle F(s)={\mathcal {L}}\left\{f(t)\right\}=\int _{0^{-}}^{\infty }e^{-st}f(t)\,dt.}
Limita inferioară 0− este o notație prescurtată care înseamnă
{\displaystyle \lim _{\varepsilon \to 0+}\int _{-\varepsilon ;}^{\infty }}
Parametrul s este în general număr complex:
{\displaystyle s=\sigma +i\omega \,}
Această transformare integrală are un număr de proprietăți care o fac utilă în analiza liniară a sistemelor dinamice. Cel mai semnificativ avantaj este acela că derivarea și integrarea devin, respectiv, înmulțire cu s și împărțire la s (similar cu modul în care logaritmii transformă o operare de înmulțire a numerelor în adunare a logaritmilor lor). Aceasta transformă ecuațiile integrale și diferențiale în ecuații polinomiale, care sunt mult mai ușor de rezolvat. Odată rezolvate ecuațiile, se folosește transformata Laplace inversă pentru a aduce rezultatele înapoi în domeniul timp.
În 1812, Laplace a publicat celebra sa lucrare Théorie analytique des probabilités  („Teoria analitică a probabilităților”), în care a pus în valoare numeroase rezultate fundamentale din domeniul teoriei probabilităților și al statisticii matematice. Mai exact, el a prezentat o analiză precisă din punct de vedere matematic a ideii potrivit căreia probabilitatea este raportul dintre numărul evenimentelor favorabile și al celor posibile, și a aplicat-o la problemele fizice concrete. Tot el a introdus și noțiunea de corelație, care va fi tratată in extenso în lucrările lui Francis Galton. Deși Christiaan Huygens fusese primul savant care abordase acest subiect, în secolul al XVII-lea, iar alți matematicieni au contribuit la înțelegerea frecvenței evenimentelor, teoria clasică a probabilităților a fost desăvârșită de Laplace.

## Contribuții în astronomie
În 1773, citind-și memoriul său științific în fața Academiei Franceze de Științe, cu ocazia alegerii sale ca membru asociat al acestei academii, Laplace a afirmat stabilitatea sistemului solar. Deși Isaac Newton reușise să deducă matematic legile mișcărilor planetare, formulate anterior de Johannes Kepler, mai rămâneau de rezolvat unele probleme. Orbitele planetelor în jurul Soarelui sunt eliptice, dar ele nu rămân complet neschimbate de la un an la altul. Stabilitatea cosmosului și chiar a legii gravitației a 
fost pusă la îndoială în diferite momente de personalități eminente precum Leibniz și Leonhard Euler.
Laplace a demonstrat că perturbațiile orbitelor planetelor nu le-ar putea modifica distanțele față de Soare nici după perioade de mii de ani. Chiar dacă această teorie a fost modificată în ultimele două secole, John North comentează că „scheletul acestei analize rămâne, ca o remarcabilă mărturie a realizărilor urmașilor lui Newton în secolul care a urmat după dispariția sa”.
O problemă specială, pusă în evidență de observațiile astronomice din acea perioadă, era aparenta instabilitate a orbitei planetei Jupiter, care părea a fi în descreștere, în timp ce orbita planetei Saturn era în creștere. Aceste observații contraveneau teoriei stabilității sistemului solar. Problema fusese abordată de Euler în 1748 și de Lagrange în 1763, dar fără rezultate notabile. Arătând că în calculele lor, Euler și Lagrange făcuseră o aproximare ce neglija termenii foarte mici din ecuațiile de mișcare, Laplace a pus în evidență faptul că deși acești termeni sunt mici ca valoare absolută, atunci când sunt integrați în timp, ei pot duce la valori ce nu mai sunt neglijabile. Laplace a realizat un nou calcul analitic, considerând și termenii de ordin superior, până la gradul 3 (termenii cubici); a concluzionat astfel că oricare două planete și soarele trebuie să fie în echilibru reciproc, relansând, prin urmare, teoria sa privind stabilitatea sistemului solar.
Matematicianul și astrofizicianul britanic Gerald James Whitrow descria această lucrare ca fiind „cel mai important avans realizat în astronomia fizică, după Newton”.
Laplace a avut o colaborare foarte reușită cu Lagrange în domeniul astronomiei (mai exact al „mecanicii celeste”, cum era denumită atunci astronomia fizică). Cei doi au scris o multitudine de articole despre mișcarea planetară, lămurind, printre altele, discrepanțele observate la mișcările orbitale ale lui Jupiter și Saturn. De asemenea, ei au demonstrat că accelerația lunii variază în funcție de orbita pământului și au introdus o nouă metodă de calcul 
infinitezimal pentru descrierea mișcării corpurilor cerești.
În 1784, în lucrarea sa „Theorie du mouvement et de la figure elliptique des planetes”, Laplace a introdus și o nouă metodă de calcul pentru orbitele planetare, datorită căreia a crescut precizia tabelelor astronomice. Mai mult decât atât, în 1785 a formulat celebrele sale ecuații care îi poartă numele și care și-au găsit aplicația în descrierea unui mare număr de fenomene, inclusiv gravitația, propagarea sunetului, a luminii, a căldurii, electricitatea, magnetismul și, în general, modelarea propagării undelor. Tot atunci, el a introdus și Operatorul Laplace, care este un operator diferențial de ordinul al doilea în spațiul euclidian n-dimensional, definit ca divergența gradientului.
În aceeași lucrare din 1784 („Theorie du mouvement et de la figure elliptique des planetes”), Laplace rezolvă complet problema atracției gravitaționale exercitate de un corp sferoid asupra unui punct material exterior. Aici a introdus pentru prima dată metoda analizei cu ajutorul funcțiilor armonice sferice (sau „coeficienții Laplace”).
Dacă coordonatele sferice ale centrelor celor două corpuri sunt (r,μ,ω) et (r',μ',ω'), iar r' ≥ r, atunci distanța dintre ele poate fi dezvoltată în serie numerică în funcție de raportul r/r', coeficienții dezvoltării fiind „coeficienții Laplace”. Utilitatea lor derivă din faptul că fiecare funcție a unui punct oarecare de pe suprafața sferei poate fi dezvoltată în serie în acest mod. 
Tot aici, este dezvoltat conceptul de potențial gravitațional, introdus de către Joseph-Louis Lagrange în lucrările lui din 1773, 1777 și 1780 (noțiunea de „potențial” fusese utilizată pentru prima dată de către Daniel Bernoulli în Hydrodynamica sa, publicată în 1738). Laplace a demonstrat că potențialul satisface întotdeauna ecuația cu derivate parțiale:
{\displaystyle \nabla ^{2}V={\partial ^{2}V \over \partial x^{2}}+{\partial ^{2}V \over \partial y^{2}}+{\partial ^{2}V \over \partial z^{2}}=0,}
Această ecuație este cunoscută în prezent ca ecuația Laplace. Sub forma sa mai generală:
{\displaystyle \nabla ^{2}V=-4\pi \rho }
ea apare în aproape toate domeniile fizicii matematice.
Laplace a elaborat propria sa cosmologie, difuzată în rândurile comunității științifice europene prin memorii publicate între anii 1780 și 1790. El sugerează că planetele au luat naștere mai întâi prin desprinderea din Soare a unor inele succesive de materie gazoasă, care au devenit apoi sfere solide. Această teorie, numită ipoteza lui Laplace, sau ipoteza nebuloaselor, se baza pe mecanica cerească ale cărei baze fuseseră puse de către Newton. A fost teoria predominantă în astronomia secolului al XIX-lea (sub numele de teoria cosmogonică Kant-Laplace) și rămâne și astăzi una dintre ipotezele cosmogonice cele mai credibile.
Laplace a fost primul om de știință care a postulat existența găurilor negre în univers și a introdus noțiunea de colaps gravitațional. Este extrem de interesantă, din perspectiva capacității de previziune, sugestia lui Laplace conform căreia „forța de atracție a unui corp ceresc poate fi atât de mare încât lumina să nu mai poată părăsi interiorul acestuia”. Deși nu era singurul adept al unei asemenea idei, care se bazează pe teoria corpusculară a luminii susținută de Newton, această anticipare a teoriei contemporane a „găurilor negre” rămâne impresionantă. Laplace a inclus-o în prima ediție a lucrării sale „Exposition du systeme du monde”, publicată în 1796. Din motive necunoscute, el a omis această ipoteză în edițiile următoare ale lucrării.
În 1799 Laplace a început să publice celebrul său tratat „Mecanique celeste”, care a apărut în cinci tomuri voluminoase pe parcursul următorului sfert de secol. Această operă, de o mare complexitate matematică pentru acea perioadă, i-a consolidat reputația, atât ca astronom, cât și ca matematician.

## Contribuții în alte științe
În fizică, lui Laplace i se datorează teoria forțelor de atracție capilare, care apar în situațiile în care forțele de adeziune intermoleculară dintre un lichid și un solid sunt mai puternice decât forțele de coeziune intermoleculare din interiorul lichidului. Capilaritatea poate induce o mișcare ascendentă a apei, contrară celei descendente induse de gravitație. Fenomenul fusese descris de Francis Hauksbee încă din 1709 în lucrarea sa Physico-Mechanical Experiments on Various Subjects, dar Laplace este cel care a dezvoltat studiul acțiunii unui corp solid asupra unui lichid, precum și interacțiunea a două lichide, studiu dezvoltat ulterior de către Carl Friedrich Gauss. În 1862 Sir William Thomson (Lord Kelvin) a demonstrat că, dacă se acceptă caracterul moleculară al materiei, legile forțelor de atracție capilare pot fi asimilate cu legile lui Newton (ale forțelor de gravitație).
În 1816, Laplace a dat prima explicație științifică a motivului pentru care teoria lui Newton a mișcărilor oscilatorii furnizează o valoare imprecisă a vitezei sunetului: viteza reală este mai mare decât cea calculată de Newton, din cauza căldurii dezvoltate prin comprimarea aerului, care crește elasticitatea și, implicit, viteza sunetului transmis.

## Principii filosofice și religioase
Spre deosebire de alți matematicieni, Laplace nu considera că matematica ar avea un statut special față de alte științe, ci o vedea doar ca pe un instrument util pentru cercetarea științifică și pentru rezolvarea problemelor practice. De exemplu, Laplace considera analiza matematică ca un instrument pentru abordarea problemelor din fizică, fiind în același timp extrem de talentat pentru a inventa conceptele necesare atingerii acestor obiective.
Laplace credea cu tărie în determinismul cauzal, așa cum se exprima în următorul citat din introducerea la eseul său din 1814 „Essai philosophique sur les probabilités”:
„Putem vedea starea actuală a universului ca efect al trecutului său și cauză a viitorului său. O minte care, la un moment dat. ar cunoaște toate forțele care pun natura în mișcare și toate pozițiile în care se află elementele din care este compusă natura, minte care ar avea capacitatea să analizeze toate aceste date, ar putea îngloba într-o formulă unică toate mișcările din univers, de la cele ale marilor corpuri și până la cele ale celor mai mici atomi; pentru o astfel de minte nimic nu ar fi incert, iar viitorul, la fel ca și trecutul, ar fi prezent în fața ochilor săi”—Pierre-Simon de Laplace, Essai philosophique sur les probabilités
Acest concept determinist este adesea menționat ca „demonul lui Laplace” (în același sens ca „demonul lui Maxwell”), dar această descriere a unei minți ipotetice atotcuprinzătoare nu provine de la Laplace, ci de la biografii săi. Laplace se vedea pe el însuși ca un om de știință care spera în progresul omenirii printr-o mai bună înțelegere științifică a lumii.
Conceptul „demonului lui Laplace”, cu privire la posibilitatea de a se ajunge prin calcul la previziuni de încredere în domenii complexe, nu a fost pus la îndoială decât odată cu lucrările lui Henri Poincaré referitoare la teoria haosului.
Laplace este cunoscut ca fiind un ateu convins. Referitor la ateismul lui, este celebră anecdota în care el l-a coborît pe Dumnezeu la nivel de ipoteză:
Venind în audiență la Napoleon, pentru a-i aduce ca omagiu un exemplar al cărții sale recent apărute Exposition du système du monde, Laplace a fost întrebat de către împărat: „ M. Laplace, mi s-a spus că ați scris această lucrare voluminoasă despre sistemul Universului, fără a menționa niciodată pe Creatorul său”. Laplace, deși avea un comportament diplomatic în relațiile cu curtea imperială, a răspuns brusc și direct: „Sire, această ipoteză nu era necesară!”. Napoleon, foarte amuzat, i-a relatat acest răspuns lui Lagrange, care a exclamat: „Ah! c’est une belle hypothèse; elle explique beaucoup de choses!” („Ah! este o ipoteză frumoasă; ea ar explica multe lucruri”).